# Histoire des Juifs en Tchéquie

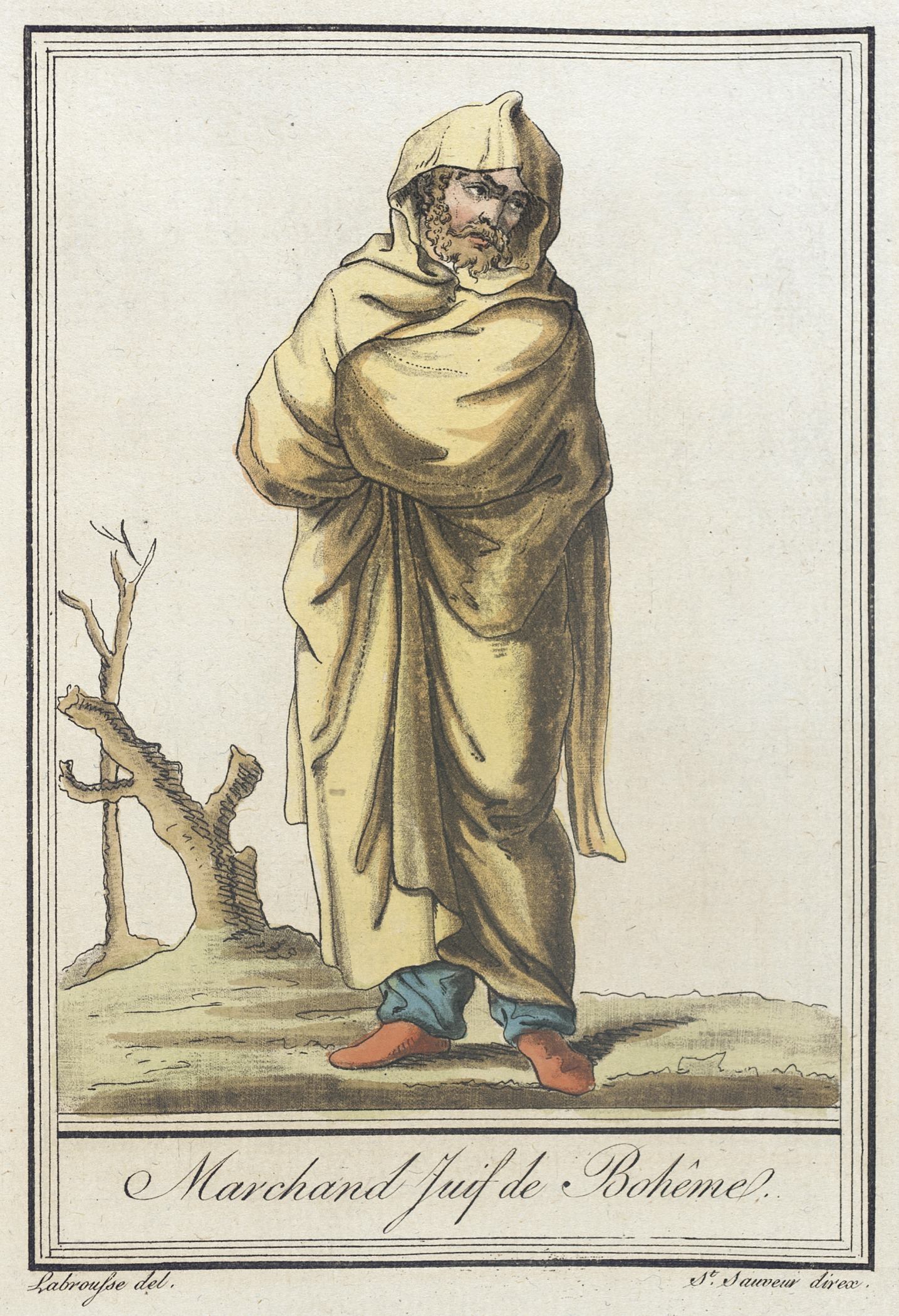
Marchand Juif de Boheme, v. 1797.

L'histoire des Juifs dans les terres tchèques, comprenant la République tchèque moderne ainsi que la Bohême, la Silésie tchèque et la Moravie, remonte au Xe siècle. L'histoire alterne les périodes de calme et d'essor de la communauté et celles où elle est persécutée. Durant la Shoah, la grande majorité des Juifs tchèques sont assassinés. De nos jours, 90 % de leurs descendants vivent à Prague.

## Antiquité
Durant l'Antiquité, la région - au moins la Moravie - est traversée par la route de l'ambre, qui relie la Mer Baltique à la Mer Adriatique et l'Italie (Aquilée, Venise, Rome), par Wrocław (Vratislavie, Breslau), Olomouc (Olomuntium, Olmütz), Brno (Eburodunum, Bruna, Brünn, Brin), Bratislava (Prešporok, Prešpurk, Pressburg), Sopron, Ljubljana. La présence de marchands romains est attestée. Il est possible que sur certains tronçons et pour certaines périodes, cette grande route commerciale ait été fréquentée par des marchands juifs.
La Haut Moyen Âge est également muet sur cette thématique.
La Grande-Moravie (833-907) est envahie en 907 par les Hongrois, Tchéquie exclue (Bohême et Moravie).

## Moyen Âge central (Xe-XIVe)

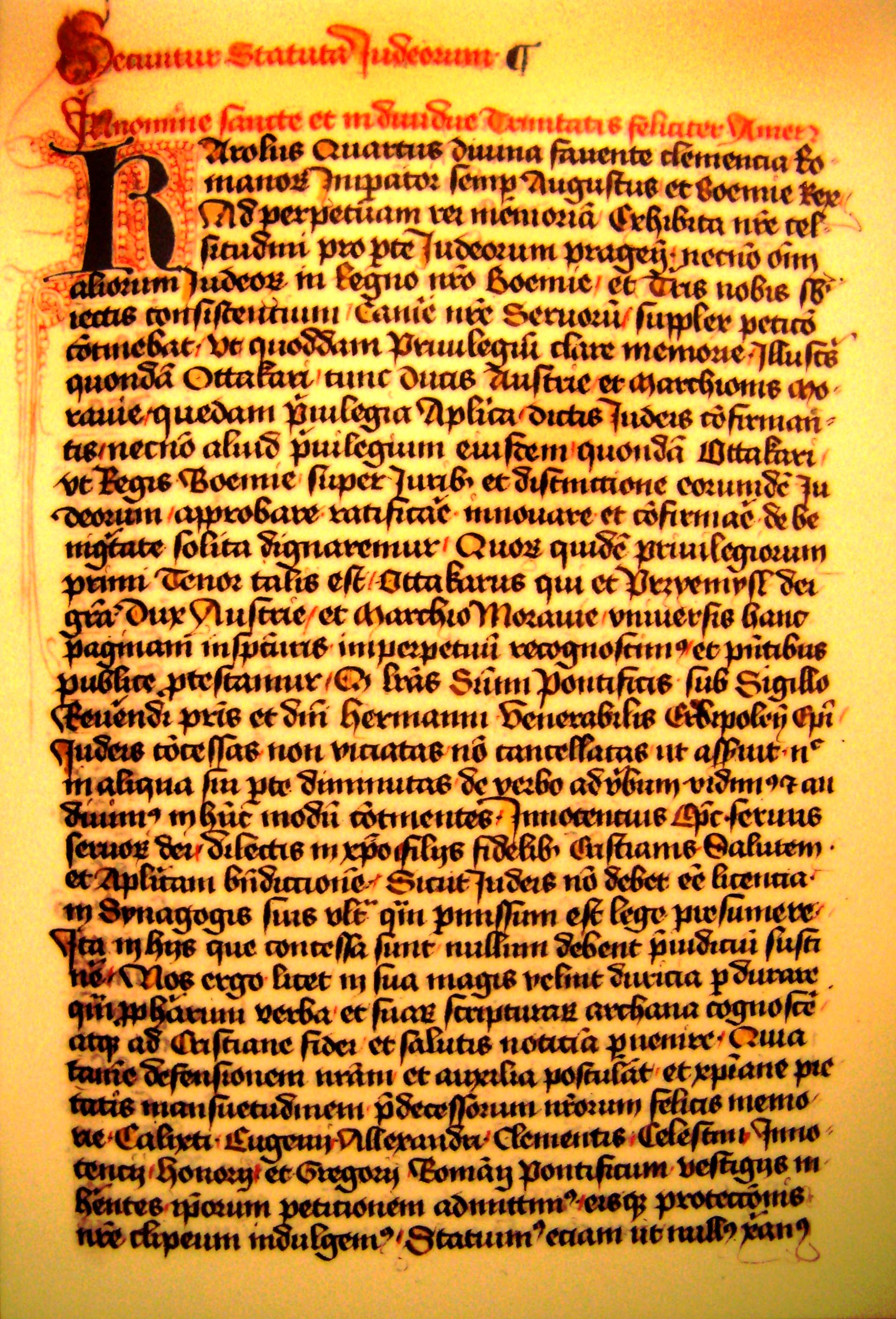
Statuta Judaeorum.

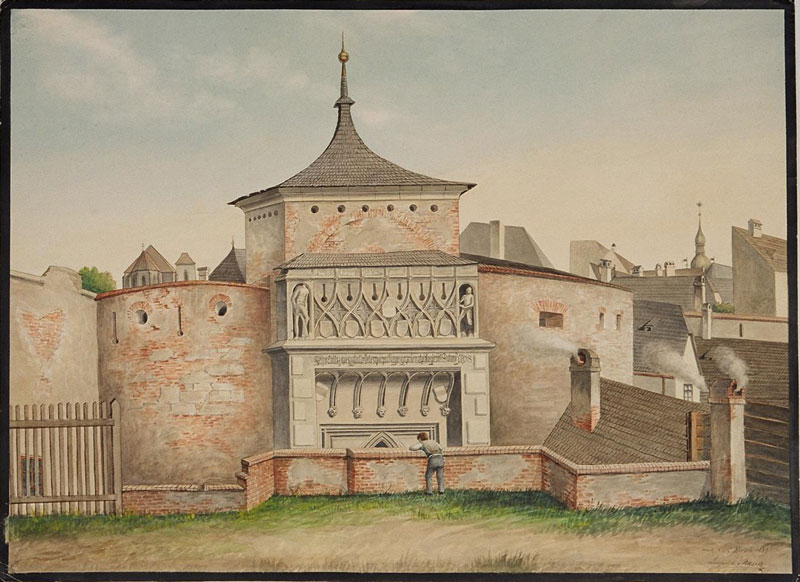
Porte juive de Brno (1328, dessin 19e).

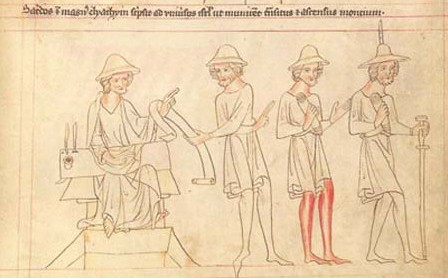
Bible de Velislav (1325-1349) : vêtements spécifiques pour les Juifs.

Implantations juives en Moravie (vers 1420).

Ibrahim ibn Ya'qub al Isrâîlî at-Turtûshî, voyageur et commerçant, espagnol, "juif professant ou musulman d'origine juive", effectue un tour d'Europe dans les années 960.
Il évoque un petit groupe de commerçants juifs rencontrés à Prague, en 965.
Prague est alors un centre commercial, marché fréquenté par des marchands russes, francs, slaves, musulmans, juifs, tout comme Mayence, Cologne, Ratisbonne, Pavie, Salerne, Marseille, Narbonne, Arles, Gênes, Venise.
On y commerce esclaves, étain, fourrures.
Il est probable que la confrérie juive participe des trois.
L'esclavage et le servage sont des réalités médiévales dans toute l'Europe, au moins centrale et orientale.
Il apparaît que du temps des Přemyslides se pratique (encore) en Moravie, Petite-Pologne et Silésie la chasse aux esclaves, destinés au marché musulman et co-organisés par les républiques maritimes de Gênes et Venise.
La stabilité apparente de la Bohême (Duché de Bohême (872-1198), puis Royaume de Bohême (1198-1918)) et de la Moravie (Margraviat de Moravie (1182-1918) duché de Méranie) masque de grandes évolutions pour ces deux marches du Saint-Empire romain germanique (962-1806), et leurs habitants.
Cosmas de Prague (1045-1125), dans sa Chronica Boemorum, affirme la présence de deux communautés juives, dont au moins une plutôt riche, à Prague (où il a été en service comme prébendier).
Dès 1096, après Rouen, Metz, Spire, Worms, Mayence, Magdebourg, Ratisbonne, et d'autres, la communauté de Prague subit la persécution des Juifs pendant la première croisade (croisade populaire mais aussi barons croisés) : à partir de cette date, le ghetto du Josefov est muré. L'antijudaïsme activiste est condamné par Henri IV (empereur du Saint-Empire) et l'Église catholique dans son ensemble, mais aucune des croisades n'y échappe.
Une partie de la population s'enfuit en (Petite) Pologne en 1098, à la suite d'une sorte de premier pogrom officiel : persécutions, conversions forcées.
Les positions juives dans le commerce sont en partie reprises par les commerçants allemands.

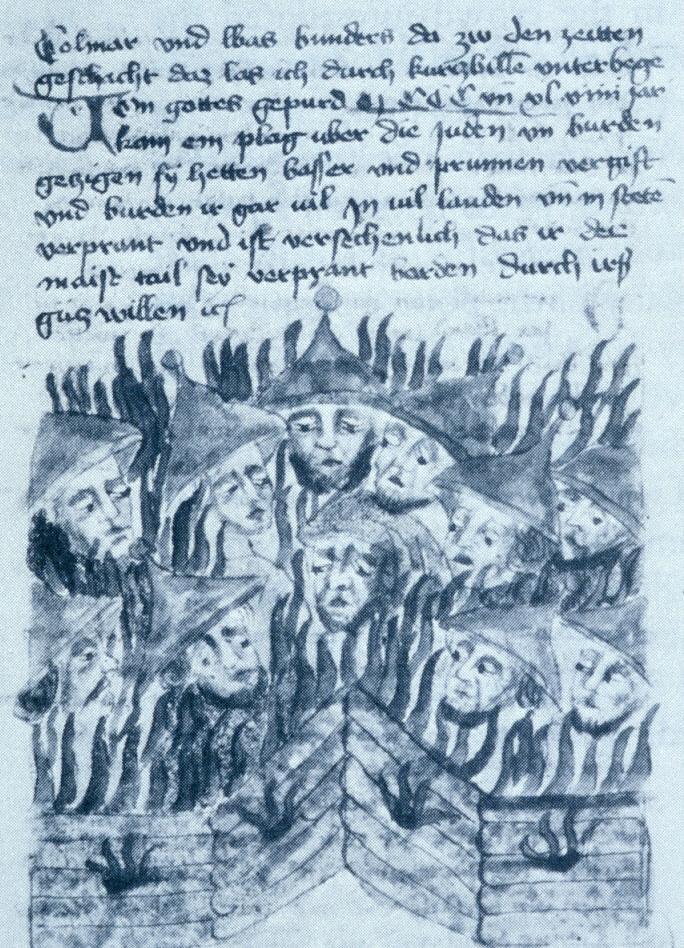
Juifs brûlés et tués par le prêtre Volkmar lors de la Première croisade, Prague,

Les positions de la hiérarchie catholique ne sont pas toujours limpides.
Le quatrième concile du Latran (Latran IV, 1215) , outre imposer la théocratie pontificale (contre le pouvoir des empereurs), organiser les croisades (contre les hérésies), cherche à renforcer l'exclusion des « Juifs et Sarrazins », préconise une ségrégation forcée. Les Juifs sont amenés à porter une marque distinctive, le chapeau pointu, sorte de pileus (chapeau juif dit judenhut), et sont interdits de relations professionnelles et sociales avec les chrétiens. L'application est variable et peu durable. Au moins, le port masculin de rouelle et féminin de voile n'est pas imposé.
Sobeslav II, roi de Bohême (1173-1179) accorde une charte à la ville de Prague et un premier privilège à la communauté juive.
Ottokar II de Bohême, roi (1253-1278), par son Statuta Judaeorum (cs), accorde de nouveaux droits civils.
Au 13e siècle, une nouvelle synagogue est construite à Prague, et des communautés juives se créent dans les villes de Teplice, Ústí nad Labem et Most.
Les parlers judéo-tchèques (ou knaanique, langue du Canaan de l'Ouest, ou Bohême-Moravie) datent de cette époque.
Au 14e siècle, Jean Ier de Bohême (1296-1346), roi de Bohême (1310-1346) surtout réputé hors de Bohême, fait régner une forme de terreur sur la communauté : pillages, destructions, arrestations, rançons.
Charles IV (empereur du Saint-Empire) (1316-1378), roi de Bohême de 1346 à 1378, assure la stabilité et apporte le premier âge d’or de la Bohême. Et pourtant, la hiérarchie catholique l'oblige à signer un décret pour le port du chapeau juif discriminant.
Et c'est dans l'Université Charles de Prague (1348), plus ancienne université d'Europe centrale et plus ancienne université allemande, dont le professeur Jean Hus (1400) devient le doyen (1409) et recteur, qu'il approfondit sa réflexion.
En 1389, un incident anti-catholique entraîne une grave émeute, au cours de laquelle meurent 3 000 Juifs du ghetto de Prague.
Jean de Goerlitz (1370-1396), sous ce prétexte, ordonne en 1390 l'expulsion de tous les Juifs de Görlitz (en Basse-Lusace, ou Silésie).

## Époque moderne (XVe-XVIIIe)
Très en avance sur la Réforme protestante, dans l'université pragoise, éclate la Réforme de Bohême (en) (ou Réforme tchèque ou Réforme hussite).
Jan Hus (1372-1415), et d'autres religieux et théologiens (Jan Želivský (1380-1422)), en plein Grand Schisme d'Occident (1378-1417), dénoncent certaines dérives de l'Église catholique romaine, trop temporelle et pas assez spirituelle, à Rome autant que localement.
L'Église hussite se veut un retour à l'Église apostolique (au sens de l'église des apôtres), spirituelle et pauvre.
L'excommunication de Jean Hus en 1411, puis un nouveau scandale de commerce des indulgences de Jean XXIII (antipape) en 1411-1412 pour financer une guerre, sont des motifs suffisants de troubles ou d'émeutes dont Jan Hus est présenté comme responsable. Il est condamné comme hérétique, et brûlé vif.
Une partie de la noblesse proteste, dans ce qui s'avère aussi un conflit entre féodalisme et absolutisme.
La défenestration de Prague (1419) (1419), alors capitale du Saint-Empire romain germanique, est le premier épisode d'une insurrection de dix-huit ans et  de cinq croisades envoyées par le pape Martin V et l'empereur Sigismond, auxquelles les Tchèques résistent.
Les croisades contre les hussites (1420-1434), menées côté hussite par des chefs élus, Jan Žižka (1370-1424) et Procope le Grand (1380-1434) se résument ainsi : bataille du mont Tábor (cs) (Bohême du Sud) et victoire de Kutná Hora (cs) (1422), dévastation de la Bohême, de la moitié de l’Allemagne et de la Hongrie par des fanatiques qui sèment la terreur, antagonisme croissant entre Tchèques et Allemands, ces derniers rangés dans le camp catholique.
Le concile de Constance (1414-1418) donne lieu entre autres au procès et à la condamnation pour hérésie des réformateurs John Wyclif, Jan Hus et Jérôme de Prague (et les deux derniers sont suppliciés sur le bûcher à onze mois d'intervalle).
Le Concile de Bâle-Ferrare-Florence-Rome (1431-1441) adopte le conciliarisme (même avec supériorité papale, et condamné en 1870 et 1964) et signe des accords (compacta) avec les hussites modérés (mais qui ne sont pas ratifiés par le pape).
En 1421, des Juifs expulsés de Vienne et de Basse-Autriche s'installent en Moravie du Sud, dans la région de Mikulov.
Les lois anti-juives en Bohême réapparaissent sous le règne de Georges de Bohême (1420-1471), roi (1458–71) et de la Maison Jagellon (1471–1526).
En 1526, la Bohême passe à la Maison Habsbourg, et les Juifs perdent leurs droits. En 1543, les Juifs fuient massivement.
Seul reste le ghetto de Prague, où la population doit porter un morceau de tissu jaune sur la poitrine gauche, bien visible.
Rodolphe II (empereur du Saint-Empire) (1552-1612) restaure la paix.
À partir de 1502, les opportunités pour les Juifs, à Prague, s'améliorent.
Une riche vie culturelle se développe dans la ville.
En 1521, la première imprimerie hébraïque au nord des Alpes est créée par Gerson Katz.
Pendant le règne de l'empereur Rudolf II, la communauté juive connaît un essor économique, incarné par le chef de la communauté Mordekhaï Maisel (1528-1601).
Prague devient un centre d'érudition juive en Europe.
De nombreux érudits juifs y vivent et y publient, dont 
- Juda Lœw ben Bezalel dit Maharal de Prague (1520-1609), légendaire créateur du Golem,
- Salomon Ephraim de Luntschitz (1550-1619), rabbin, poète, prédicateur et commentateur biblique, auteur de Keli Yakar (1602).

Au moins un pogrom a lieu à Prague en 1611.
La défenestration de Prague (1618) marque le paroxysme de la fronde des nobles de Bohême (favorable au protestantisme ou plutôt à la tolérance qui permettrait de mieux commercer et gouverner) contre la monarchie des Habsbourg (catholique, absolutiste).
Conséquence des antagonismes religieux, économiques et politiques qui déchirent alors l’Europe centrale, cet événement est l'une des causes immédiates de la guerre de Trente Ans (1618-1648), qui va ravager la majeure partie des territoires allemands.
La Bataille de la Montagne-Blanche, près de Prague, en 1620, met fin à l'indépendance de la Bohême pour 300 ans, impose l'allemand pour toute transaction. Le ghetto de Prague est pillé peu après.
Le gouverneur Charles Ier (prince de Liechtenstein) (1569-1627) revoit la constitution, autorise la communauté juive à acquérir des maisons hors du ghetto, et élargit leur liberté de commerce.
L'homme d'affaires Jacob Bassevi (en) (1570-1634), Juif de cour, anobli chevalier de Treuenberg, soutien obligé des Habsbourg, finit par tomber, en même temps que son ami le rabbin-juge Yom-Tov Lipman Heller (1578-1654).
Puis, les impôts augmentent, la concurrence des guildes augmente, la communauté s'appauvrit, la peste arrive : la communauté juive de Prague perd 3 500 membres.
En 1689, un incendie dans la vieille ville se propage dans le ghetto, détruisant 318 maisons et 11 synagogues.
De 1670 à 1708, la population juive augmente pourtant, par l'expulsion des Juifs de Vienne et de Hongrie.
Avec le soutien de juifs étrangers, six synagogues sont reconstruites.
Et Prague redevient une des communautés juives les plus importantes d'Europe.
En 1710, près d'un habitant sur quatre à Prague est juif (pour une population totale estimée à 400 000 habitants).

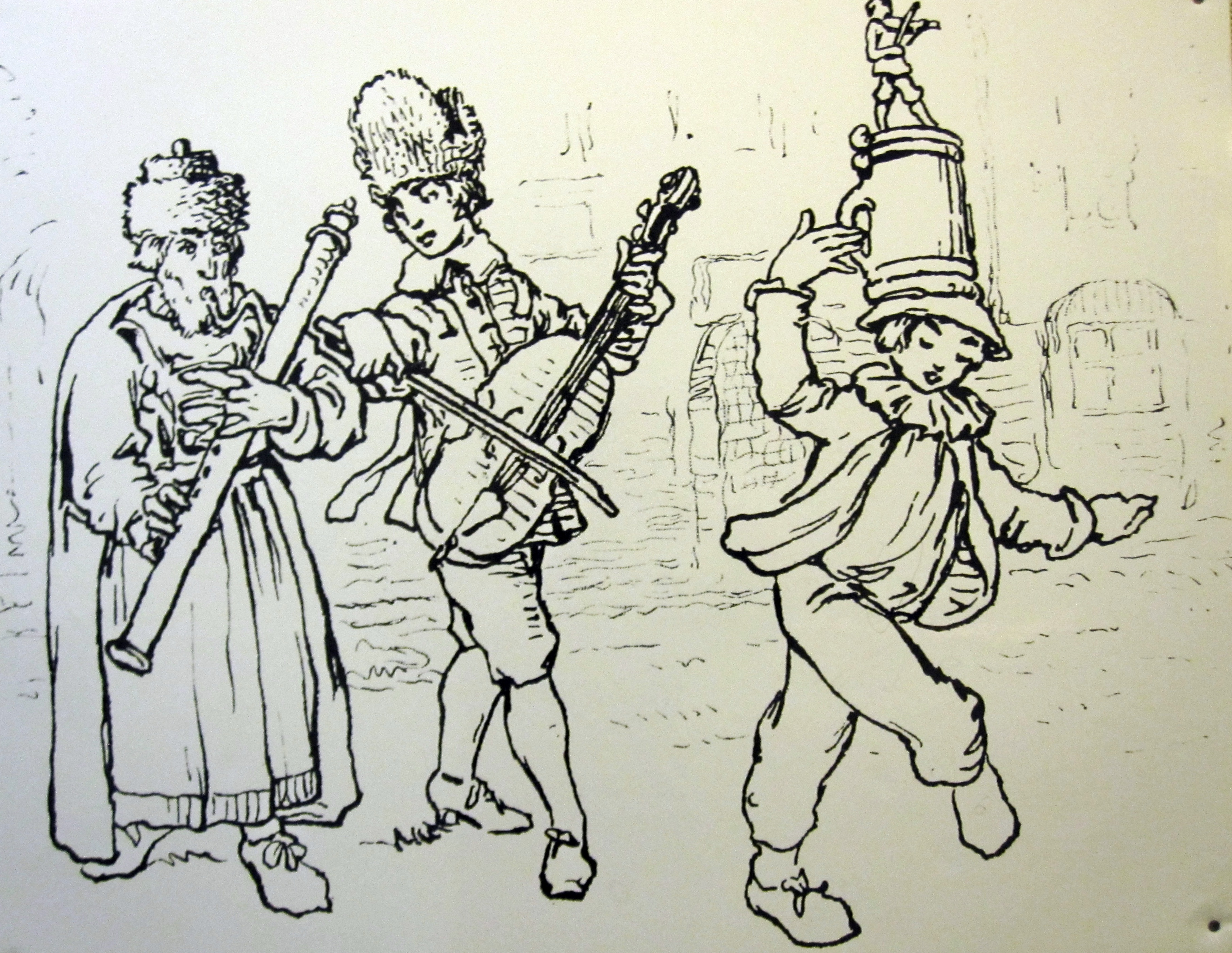
« Musiciens juifs à Prague », 1741

En 1726, Charles VI (empereur du Saint-Empire) (1685-1740) établit un droit de la famille (de), visant à limiter le nombre de Juifs (en Bohême, en Moravie et en Silésie) à avoir le droit de fonder une famille.
En conséquence, une grande partie de la communauté fuit en Hongrie occidentale et en Pologne.
La loi est restée valide (théoriquement) jusqu'en 1859.
Lors de la seconde guerre de Silésie (1744-1745), la communauté est accusée de soutenir la Prusse (qui occupe alors Prague) : dès la fin de la présence prussienne, le ghetto est perquisitionné et les Juifs expulsés (pour quelques mois).
Devant le désastre économique ainsi provoqué, en 1748, l'impératrice Marie-Thérèse d'Autriche (1717-1780) accorde aux Juifs un séjour temporaire de dix ans, avec de fortes taxes.
Son fils Joseph II (empereur du Saint-Empire) (1741-1790) vise une intégration de la communauté, crée des écoles gouvernementales à la destination des Juifs, et impose l'enrôlement dans l'armée impériale.
En 1781, est signé l'Édit de tolérance par l'empereur Joseph II, qui garantit la liberté de religion à tous les sujets catholiques et protestants (et serbes-orthodoxes) de l'Empire des Habsbourg, et leur égalité d'accès à la vie publique (emplois publics, université, corps de métier…).
La non inclusion des chrétiens orthodoxes et des Juifs est ensuite corrigée par d'autres édits.
L'Édit de tolérance de 1782 (en) accorde les mêmes droits à la population juive, mais avec une forte restriction de l'immigration, et l'obligation de remplacer par l'allemand le yiddish et l'hébreu (pour tout texte, y compris d'enseignement), et de prendre des noms allemands.
Le joséphisme est la version autrichienne du despotisme éclairé.
La synthèse en est établie en 1797 dans le Patent systemální židovský (1797) ou Systemal Jewish Patent.

## XIXesiècle

Implantations juives en Moravie vers 1835

L'Aufklärung a ses limites dans l'administration des États, et les pressions fiscale et sociale sur la communauté juive restent très fortes.
La Haskala, mouvement juif progressiste, inspiré du mouvement des Lumières, et le judaïsme réformé se développent dans les années 1750-1880 : universalisme moral, idéal d'acculturation.
Les figures marquantes sont Herz Homberg (en) (1749-1841), Peter Beer (1758-1839), Moses Israel Landau (1788-1852, imprimeur).

L'émancipation juive a lieu dans la première moitié du siècle, à partir de la Révolution de 1848.
L'égalité des droits accordée à tous ne satisfait pas tous les Juifs (désormais moins protégés) et encore moins tous les Tchèques.
Une minorité juive très riche est alors germanophone et très favorable à l'Empire austro-hongrois.
La résidence dans le ghetto n'est plus obligatoire dès 1849.
En 1850, le quartier juif est incorporé à Prague sous le nom de Josefstadt (Josefov), comme cinquième district.
Siegfried Kapper (en) (1821-1879) est une figure marquante de la volonté d'assimilation juive tchèque.
À partir de 1871, Prague est le centre des écrivains et des artistes de Bohême.
Le Mouvement de la Téhia (1880-1920), plus présent en Autriche, Pologne et Russie, a une réelle incidence en Tchéquie.

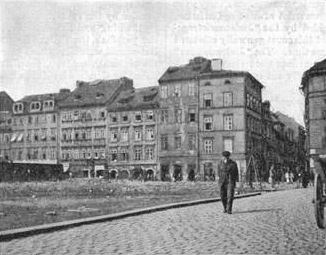
Prague en 1900

En 1900, la plupart de l'ancien ghetto disparaît et en 1913, presque tous les bâtiments étant reconstruits ou rénovés, on ne remarque que peu de différences entre les quartiers.
Outre Prague, d'autres villes de Bohême et de Moravie connaissent une vie culturelle animée, à laquelle participent de nombreux Juifs : Brno, Olomouc, Teplice, Leitmeritz (Litoměřice), Lobositz (Lovosice), Budweis (České Budějovice), Karlsbad (Karlovy Vary), Marienbad (Mariánské Lázně)...
L'émancipation juive génère ou accentue également la montée de l'antisémitisme, dont un épisode est l'affaire Hilsner (1899-1900) avec une accusation de « meurtre rituel ».
Et pourtant une bonne part de la prospérité tchèque vient de l'industrialisation, financée en grande partie par les familles juives riches (Kolben, Rothschild, Waldes, Fürth, Bloch, Löwy Moser, Petschek, Bondy et autres).

## XXesiècle
Parmi les auteurs germanophones célèbres de l'époque : Franz Kafka (1883-1924), Milena Jesenská (1896-1944), Max Brod (1894-1968), Johannes  Uržidil (1896-1970), Leo Perutz (1882-1957), Franz Werfel (1890-1945), Karel Poláček, Jiří Langer, Egon Hostovský, Jiří Orten, Egon Erwin Kisch...
En 1918-1920, la nouvelle Tchécoslovaquie connaît des émeutes nationales ou nationalistes, anti-allemandes, mais aussi anti-juives (dont le pogrom d'Holešov en 1918).
Le président Tomáš Masaryk (1918-1935) et la situation économique parviennent à limiter l'antisémitisme.
L'activisme politique juif est important, et pas seulement sioniste.

### Troisième Reich: Protectorat de Bohême-Moravie (1939-1945)
Quand la Wehrmacht envahit la Bohême-Moravie en mars 1939, celle-ci compte un peu moins de 120 000 Juifs dont à peu près 20 000 ont auparavant fui le Reich ou les Sudètes annexées en septembre 1938.
La législation antisémite des nazis est tout de suite appliquée. Des personnalités de la communauté sont envoyées à Buchenwald.
Dans le cadre du projet nazi de « réinstallation » des Juifs à l'Est, 1200 Juifs sont déportés à Nisko dans les premiers mois de la guerre (Plan Nisko).
Les déportations reprennent avec l'arrivée du SS Reinhard Heydrich comme protecteur adjoint de la Bohême-Moravie en octobre 1941. 4 000 Juifs sont déportés dans le ghetto de Lodz entre le 16 octobre et le 3 novembre 1941, puis 1000 autres personnes dans le ghetto de Minsk, le 16 novembre de la même année.

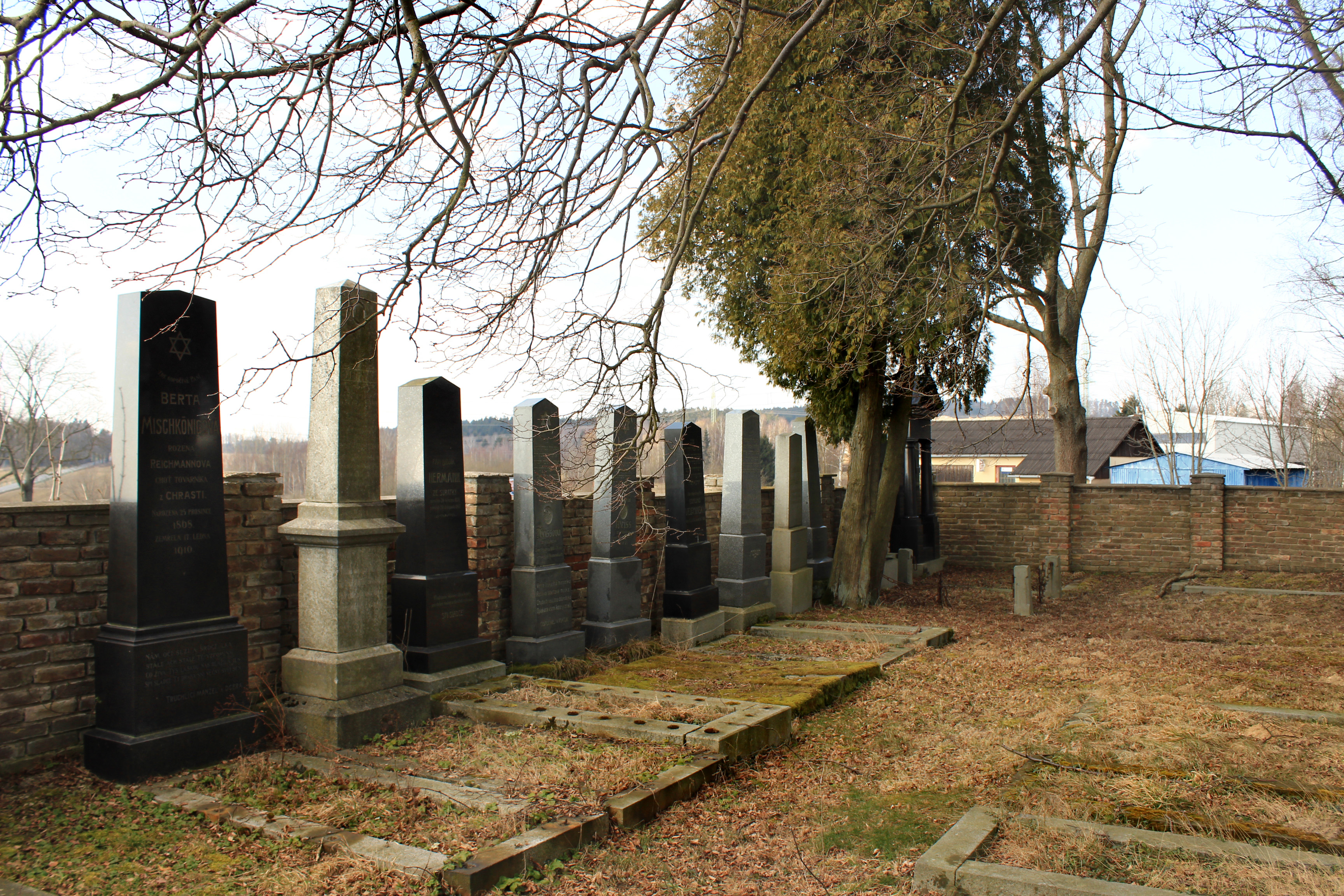
Partie du cimetière juif de Hlinsko

75 000 Juifs de Bohême-Moravie sont ensuite déportés à Theresienstadt.
10% meurent dans ce camp de concentration.
60 000 sont ensuite envoyés dans les centres de mise à mort.
Seulement 14 000 Juifs de Bohême-Moravie ont survécu au processus de déportation.
Si on tient compte de ceux qui ont pu émigrer avant 1941, un tiers seulement des Juifs de Bohême-Moravie a survécu.
Des 202 entités communautaires juives identifiées en Bohême et Moravie d'avant-guerre, 153 d’entre elles n’ont pu reprendre leurs activités après-guerre parce qu’elles ont été annihilées, et les autres survivant en partie. La seule pouvant encore être qualifiée d'active serait celle de Prague (avec étude, mikveh et cacherout), 
La ville forteresse de garnison de Theresienstadt devient célèbre : Kleine Festung Theresienstadt (prison, ghetto, vitrine, camp de transit, camp de concentration), Camp d'internement soviétique pour Allemands des Sudètes (1945-1948) (de), actuelle Terezín (3 000 habitants).

### Après 1945
La première action est l'expulsion des Allemands de Tchécoslovaquie après la Seconde Guerre mondiale, avec son lot de violences, dans le cadre de l'expulsion des Allemands d'Europe de l'Est.
Cela concerne pour la Tchécoslovaquie les Allemands des Sudètes et les Allemands des Carpates (Histoire des mines de Haute-Hongrie), deux communautés issues du Drang nach Osten (Marche vers l'Est ou Colonisation de l'Est), et bénéficiant du droit de Magdebourg (au moins depuis 1188).
Parmi les survivants à la Shoah, de nombreux Juifs, incapables de retrouver la propriété d'appartements, maisons, entreprises (nationalisées), préfèrent rejoindre la Palestine, pour les débuts d'Israël.
La République tchécoslovaque (1948-1960) est suivie par la République socialiste tchécoslovaque (1960-1990) : la minorité juive ne tient plus aucun rôle politique.
Mais l'antisémitisme est parfois d'État, comme pour le Procès de Prague (1952), ou procès de Rudolf Slánský (1901-1952) : sur les quatorze accusés, onze sont juifs ; sur les onze exécutés, huit sont juifs.

## XXIesiècle
Au dernier recensement, 3 900 personnes se déclarent juives, pour 1 500 pratiquants déclarés, mais 7 000 Juifs serait un chiffre plus acceptable, voire le double ou le triple. Des services ont lieu dans quatre synagogues à Prague, et quelques autres hors de Prague.
Il resterait également environ 41 000 Allemands en Tchéquie, dont les familles n'ont pas été expulsées en 1945-1948, en raison de leur comportement acceptable ou admirable.
La "Fédération des communautés juives de Tchéquie" (FŽO) rassemble déjà une dizaine de communautés (7 en Bohême, 3 en Moravie).
L’"Union de la Jeunesse juive tchèque" (ČUŽM), créée en 1990, compte en 1999 déjà 400 membres.
Complot terroriste de Prague en 2006 : en 2006, un groupe islamiste projette un attentat voulu meurtrier contre la communauté pragoise.

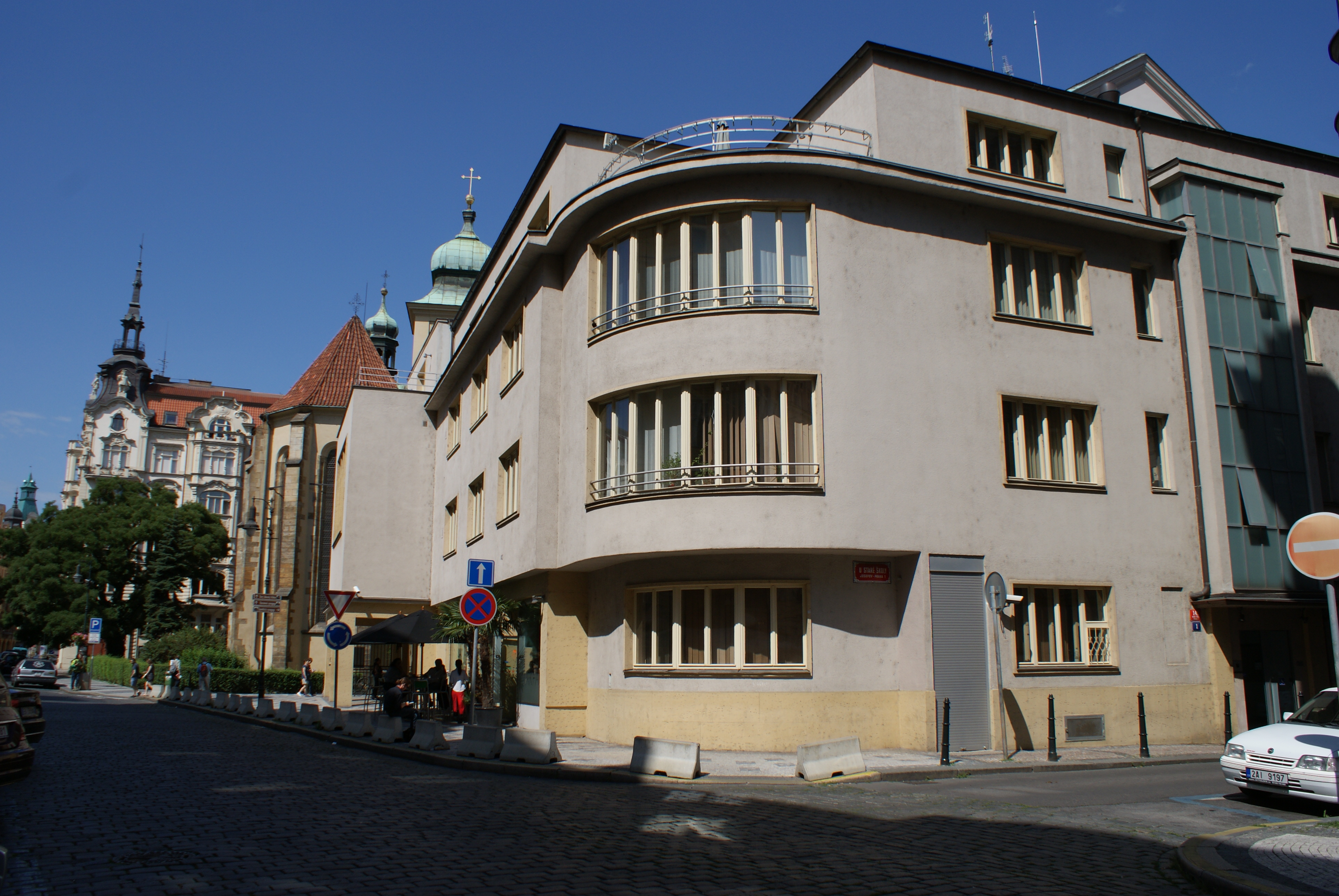
Musée juif de Prague contigu à la synagogue espagnole

Depuis 2008, l'opération Stolpersteine (pavés commémoratifs) rappelle les disparus à Brno, Kolín, Kroměříž, Neratovice, Olomouc, Ostrava, Prague, Teplice, Třeboň, Liberec.
Le Musée juif de Prague (1906) rénové assure la mémoire. À partir de 1980, l'exposition The Precious Legacy (en) rassemble des artefacts remontant au XVIIe siècle qui avaient été confisqués par l'Allemagne nazie pour un projet de « Musée d'une race éteinte » et appartiennent désormais au Musée juif de Prague ; l'exposition itinérante d'art judaica tchèque s'ouvre à Manchester au Royaume-Uni, pour se poursuivre aux États-Unis, au Canada, en Israël, en Suède, en Nouvelle-Zélande et en Australie.